# Albert Copieux
Albert Copieux, né à Angers le 16 janvier 1885 et mort au Havre le 18 janvier 1956, est un peintre, graveur et aquarelliste français de l’école normande.

## Biographie
Albert Copieux naît à Angers le 16 janvier 1885.
Copieux s’installe au Havre avec sa mère, d’origine normande, à l’âge de sept ans alors qu’il vient de perdre son père. C’est là qu’il commence à s’adonner à la peinture et au dessin, suivant les cours de l’École des Beaux arts du Havre où il fait ainsi la connaissance de nombreux petits peintres. Mais il ne suit pas comme eux la filière traditionnelle qui les mène à Paris pour parachever leur formation et fréquenter les milieux artistiques.
Sa seule expérience parisienne, il la fait en tant qu’employé comme dessinateur maquettiste puis est très vite, lors de la Première Guerre mondiale, mobilisé pendant près de cinq ans, réalisant durant cette période la partie de son œuvre pour laquelle aujourd’hui encore il est le mieux connu : quelque 1 530 dessins ou croquis de guerre pris sur le vif et qui décrivent la vie quotidienne des « poilus ».
Démobilisé en avril 1919, il se voit, peu après, envoyé aux Forges et Chantiers de la Méditerranée comme dessinateur industriel, n’en continuant par ailleurs pas moins de peindre, dans ce style réaliste qui le caractérisait. Il collabore à la revue Septimanie (Narbonne, lancée en 1923).
Mais ce n’est qu’à partir de 1947, alors âgé de soixante-deux ans, qu’il peut enfin espérer se consacrer pleinement à son unique vocation : servir les beaux-arts. À cette date, en effet, il est nommé directeur de l’École des beaux-arts du Havre et le demeure jusqu’en 1955, étant parvenu à lui redonner la vie qu’elle avait perdue lors de la tourmente de 1939-1945, comme s’il avait voulu par là lui savoir gré de ces années d’apprentissage au cours desquelles, jeune peintre, il avait connu Dufy, Lecourt, Friesz, Braque, René et Henri de Saint-Delis, et tant d’autres.
Ses traits nous sont restitués par le portrait qu'en a brossé Jules Ausset en 1924 et que conserve le Musée d'art moderne André-Malraux au Havre.
Albert Copieux meurt au Havre le 18 janvier 1956.

## Expositions
- L'Eau - Albert Copieux, Raimond Lecourt, René et Henri de Saint-Delis, réfectoire de l'abbaye de Montivilliers, juillet-septembre 2013.